# John William Fordham Johnson

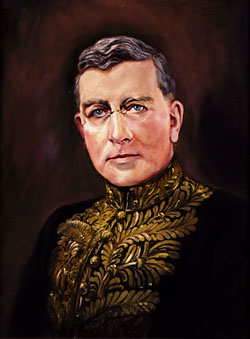
John William Fordham Johnson

John William Fordham Johnson (* 28. November 1866 in Spalding, England; † 28. November 1938 in Vancouver) war ein kanadischer Manager. Von 1931 bis 1936 war er Vizegouverneur der Provinz British Columbia.

## Biografie
Johnson absolvierte eine Lehre als Buchhalter. 1888 wanderte er in die Vereinigten Staaten und ließ sich in Portland im Bundesstaat Oregon nieder, wo er in einer Zweigstelle der Bank of British Columbia arbeitete. Zehn Jahre später zog er nach Vancouver, zum Hauptsitz der Bank. Im Jahr 1900 wechselte er zum Zuckerverarbeiter B.C. Sugar Company und stieg in der Hierarchie nach oben, bis er schließlich 1920 Präsident des Unternehmens wurde.
Johnson war auch Präsident weiterer Unternehmen und gehörte zu den einflussreichsten Personen Vancouvers. Generalgouverneur Lord Bessborough vereidigte ihn am 1. August 1931 als Vizegouverneur von British Columbia. Dieses repräsentative Amt übte er bis zum 1. Mai 1936 aus. Gesundheitliche Probleme zwangen ihm zum Rücktritt.